# Trévoux
Trévoux es una comuna francesa situada en el departamento de Ain, de la región de Auvernia-Ródano-Alpes. Es la cabecera (bureau centralisateur en francés) y mayor población del cantón de su nombre y el sede de la comunidad de comunas Dombes-Saône Vallée.

## Demografía
| 3 004 | 3 229 | 3 594 | 4 231 | 4 583 | 4 982 | 6 092 | 6 392 | 6 852 | 6 708 | 6 845 |
| Para los censos de 1962 a 1999 la población legal corresponde a la población sin duplicidades (Fuente: INSEE [Consultar]) |       |       |       |       |       |       |       |       |       |       |